# 異常空中現象調查部
異常空中現象調查部（英語：The Anomalous Aerial Phenomenon Research Department），縮寫DIFAA，是秘魯空軍屬下的一個機構，負責調查不明飛行物現象。
最初成立於2001年，後在2008年因「行政管理问题」而關閉。2013年，因不明飛行物目擊事件頻傳，秘魯空軍重啟了這個部門，匯集社會學家、考古學家、天文學家和空军人员等各界專家來分析不明飛行物目擊事件。